# Vilim Lovrenčić (stariji)
Vilim Lovrenčić stariji, hrvatski poduzetnik. 19. stoljeća kupio vrelo Jamnicu, modernizirao punionicu i organizirao prodaju. Dao je izgraditi na Medvednici 1870. prvu planinarsku piramidu (vidikovac) te na taj način sudjelovao u razvoju planinarstva i turizma u Zagrebu. Otac pionira automobilističkog športa Miroslava i Vilima. Miroslav je također bio prvak Hrvatske i Slavonije u sanjkanju. Unuci Tibor, Melita Lovrenčić i Ana bili su pioniri hazene odnosno rukometa u Hrvatskoj. Praunuk Zorislav Makek bio je višestruki prvak u veslanju te ugledni atletski sudac.